# Pseudonoorda trispinalis
Pseudonoorda trispinalis là một loài bướm đêm trong họ Crambidae.